# Eren Albayrak
Eren Albayrak (født 23. april 1991) er en tyrkisk fodboldspiller. Han har tidligere spillet for Tyrkiets landshold.

## Tyrkiets fodboldlandshold
| Tyrkiets landshold | Tyrkiets landshold | Tyrkiets landshold |
| År                 | Kmp                | Mål                |
| ------------------ | ------------------ | ------------------ |
| 2015               | 1                  | 0                  |
| Total              | 1                  | 0                  |